# Pezodrymadusa kurmana
Pezodrymadusa kurmana är en insektsart som först beskrevs av Willy Adolf Theodor Ramme 1939.  Pezodrymadusa kurmana ingår i släktet Pezodrymadusa och familjen vårtbitare. Inga underarter finns listade i Catalogue of Life.